# Rue du Pilier
La rue du Pilier est une voie de communication d'Aubervilliers.

## Situation et accès
Elle est située à la limite de Saint-Denis et va de la rue de la Haie-Coq à la rue Waldeck-Rochet.

## Origine du nom

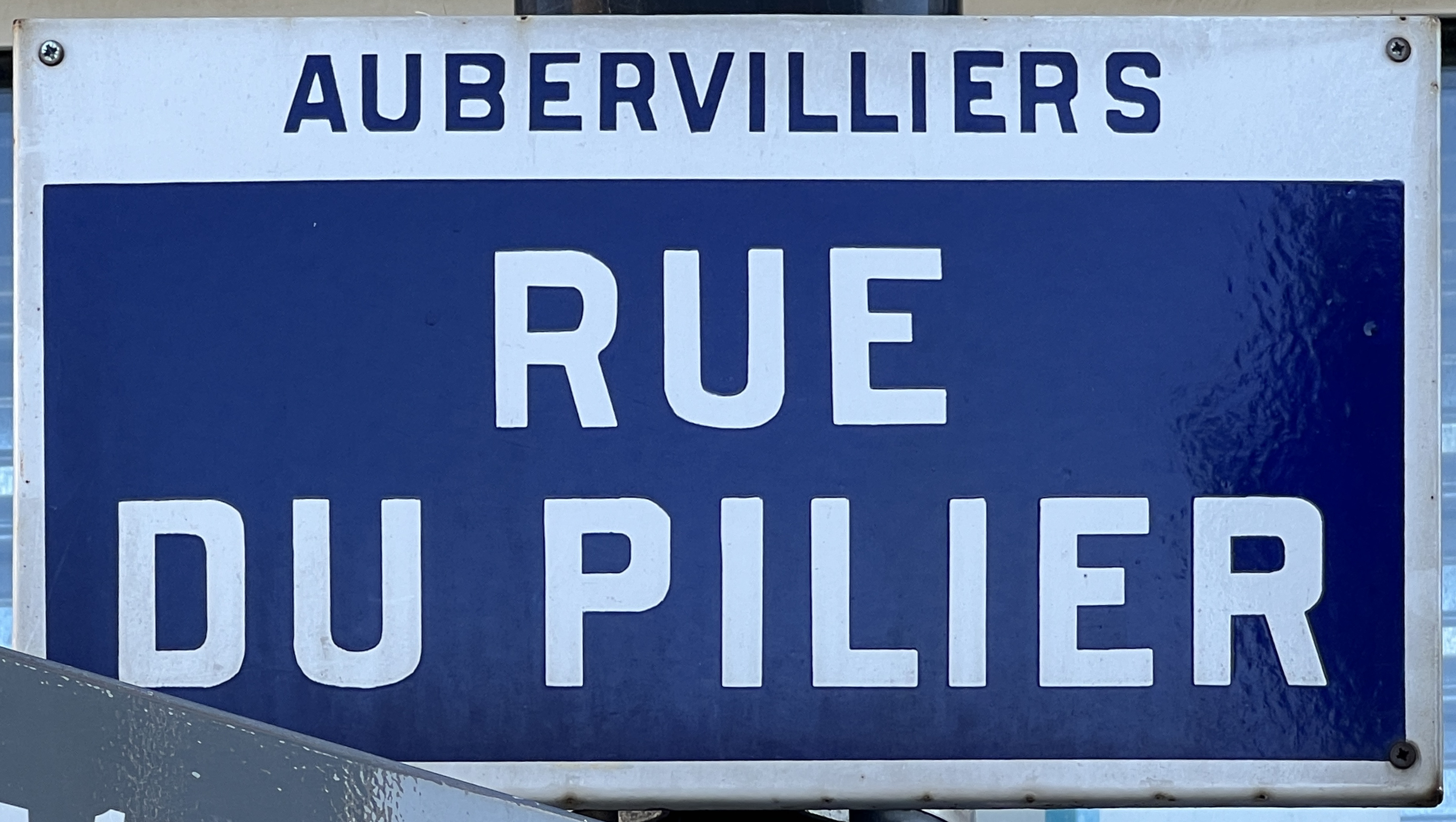
Plaque de la rue.

D'après l'historienne Anne Lombard-Jourdan, l'origine de ce nom serait le pilier des Nautes, colonne monumentale gallo-romaine érigée et dédiée à Jupiter au premier siècle par une confrérie de mariniers gaulois. Il est exposé aux thermes de Cluny.
Ce pilier aurait originellement été situé sur la plaine du Lendit,,.

## Historique

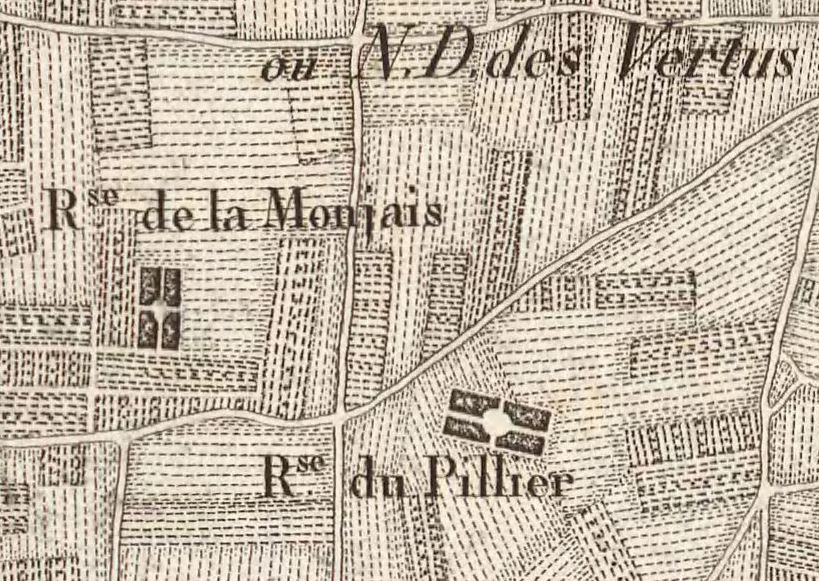
Remise du Pilier sur la carte des Chasses du Roi au XVIIIe siècle.

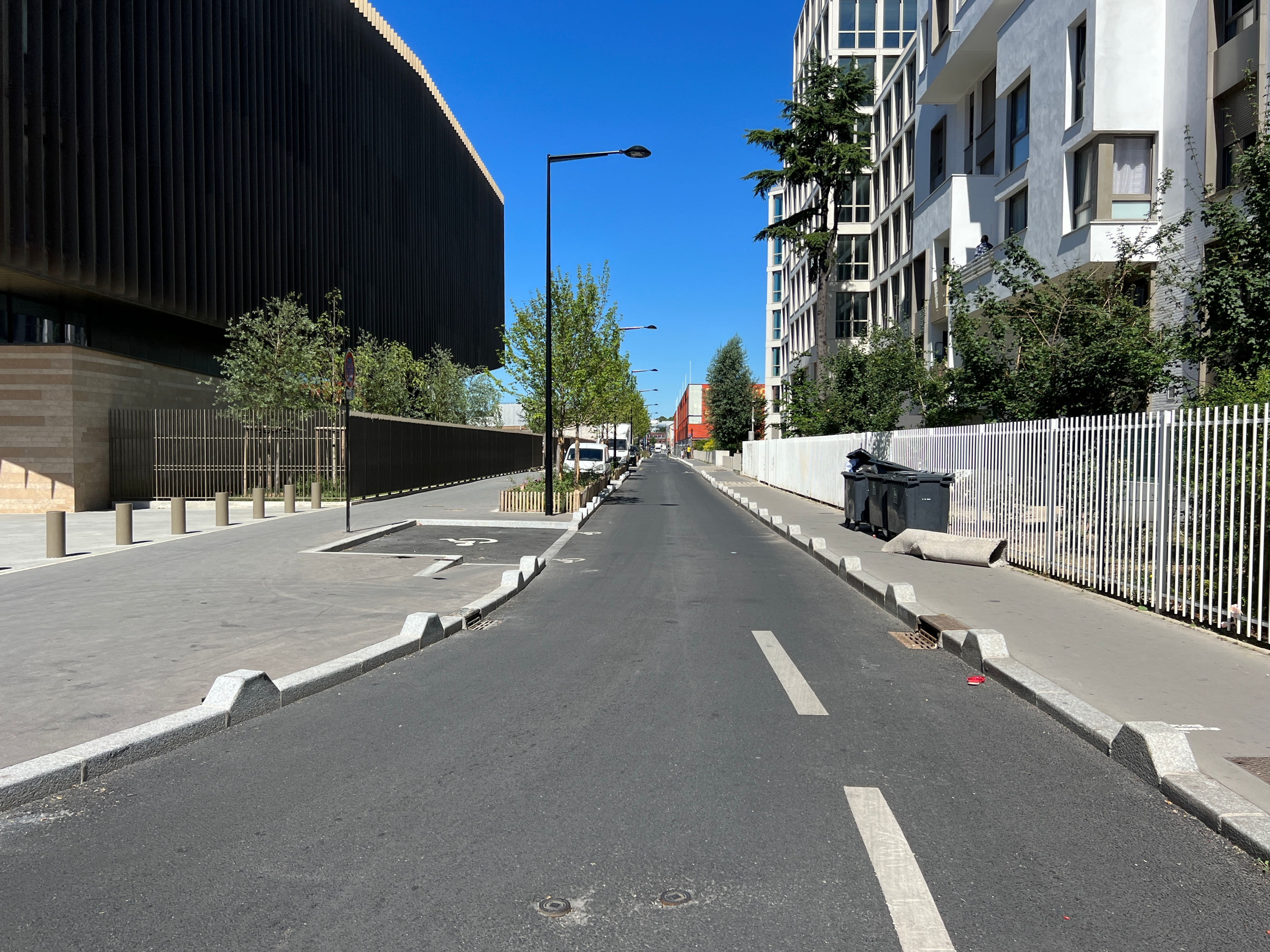
La rue en juillet 2022.

Une remise du Pilier apparaît sur la carte des Chasses du Roi, réalisée par Jean-Baptiste Berthier en deux périodes, de 1764 à 1773 et de 1801 à 1807.
En 1881, un bureau d'octroi est mis en place dans les environs. Ce qui était encore le chemin du Pilier est mis en viabilité en 1887, et devient une rue à cette occasion, l'objectif étant de relier Aubervilliers, l'avenue de Paris et la gare des marchandises de La Plaine, édifiée en 1876.
Pendant la deuxième partie du XIXe siècle et au début du XXe siècle, de nombreuses industries s'installent entre cette rue, la rue du Landy et le canal Saint-Denis. Parmi elles :
- Compagnie Générale des Voitures à Paris en 1898[8], remplacée par Auto Union, puis SA André Citroën, puis France Télécom[9].
- En 1883, l'industriel Eugène Passé construit à cet endroit une fabrique d’engrais et d’acide sulfurique. Elle est rachetée par le fabricant de produits chimiques Charles Bardot, qui y transfère à partir de 1909 sa société Établissements Bardot et Compagnie, air et oxygènes liquides. Dans les ateliers, un entrepôt est longé par un raccordement du Chemin de fer industriel de la Plaine Saint-Denis et d'Aubervilliers. Le site est repris par la société La Carboxyque française au début des années 1960[10], devenue une filiale d'Air liquide, pour être détruit vers 2007[11].